# Etna (Wyoming)

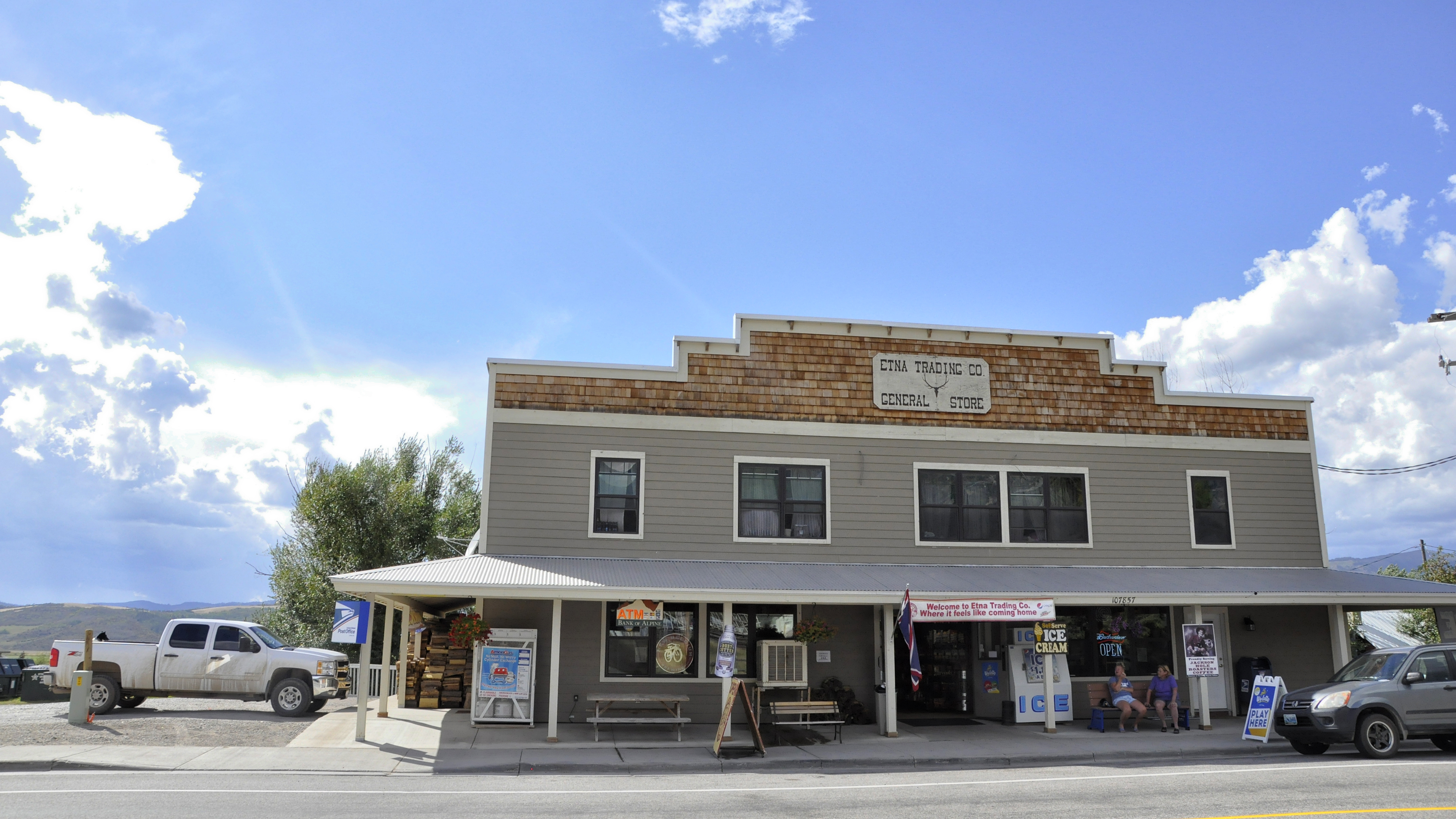
Etna, Wyoming

Etna is een plaats (census-designated place) in de Amerikaanse staat Wyoming, en valt bestuurlijk gezien onder Lincoln County.

## Demografie
Bij de volkstelling in 2000 werd het aantal inwoners vastgesteld op 123.

## Geografie
Volgens het United States Census Bureau beslaat de plaats een oppervlakte van 5,1 km², geheel bestaande uit land. Etna ligt op ongeveer 1776 m boven zeeniveau.

## Plaatsen in de nabije omgeving
De onderstaande figuur toont nabijgelegen plaatsen in een straal van 28 km rond Etna.